# Polyommatus parvipuncta
Polyommatus parvipuncta är en fjärilsart som beskrevs av Courvoisier 1903. Polyommatus parvipuncta ingår i släktet Polyommatus och familjen juvelvingar. Inga underarter finns listade i Catalogue of Life.